# NGC 1217
NGC 1217 este o galaxie LINER situată în constelația Cuptorul. A fost descoperită în 23 octombrie 1835 de către John Herschel. Se află la o distanță de 60,53 de megaparseci de Pământ.